# Касаткін Микола Олексійович
Касаткін Микола Олексійович (13 грудня 1859, Москва — 7 грудня 1930, Москва) — російський живописець, народний художник РРФСР (з 1923).

## Життєпис
В 1873—1883 навчався в МУЖСА.
3 1891 член Товариства передвижників.
В 90-х рр., після неодноразових поїздок до Донбасу, Касаткін виступив з багатьма полотнами, в яких показав тяжку працю й злиденне життя шахтарів («Бідаки збирають вугілля на виробленій шахті. Донбас», 1894; «Шахтар-тягальник», 1895; «Саночник», 1896), внутрішню красу робітника («Шахтарка», 1894; «Тяжко», 1892).
Протягом 1905—1907 створив картини «Після обшуку», «Беззавітна жертва революції», «9 Січня», ескізи «Похорон Баумана» (всі 1905), «Атака заводу
робітницями» (1906), «Робітник-бойовик» (1905).
Касаткін був одним з зачинателів соціалістичного реалізму в образотворчому мистецтві.

## Галерея робіт

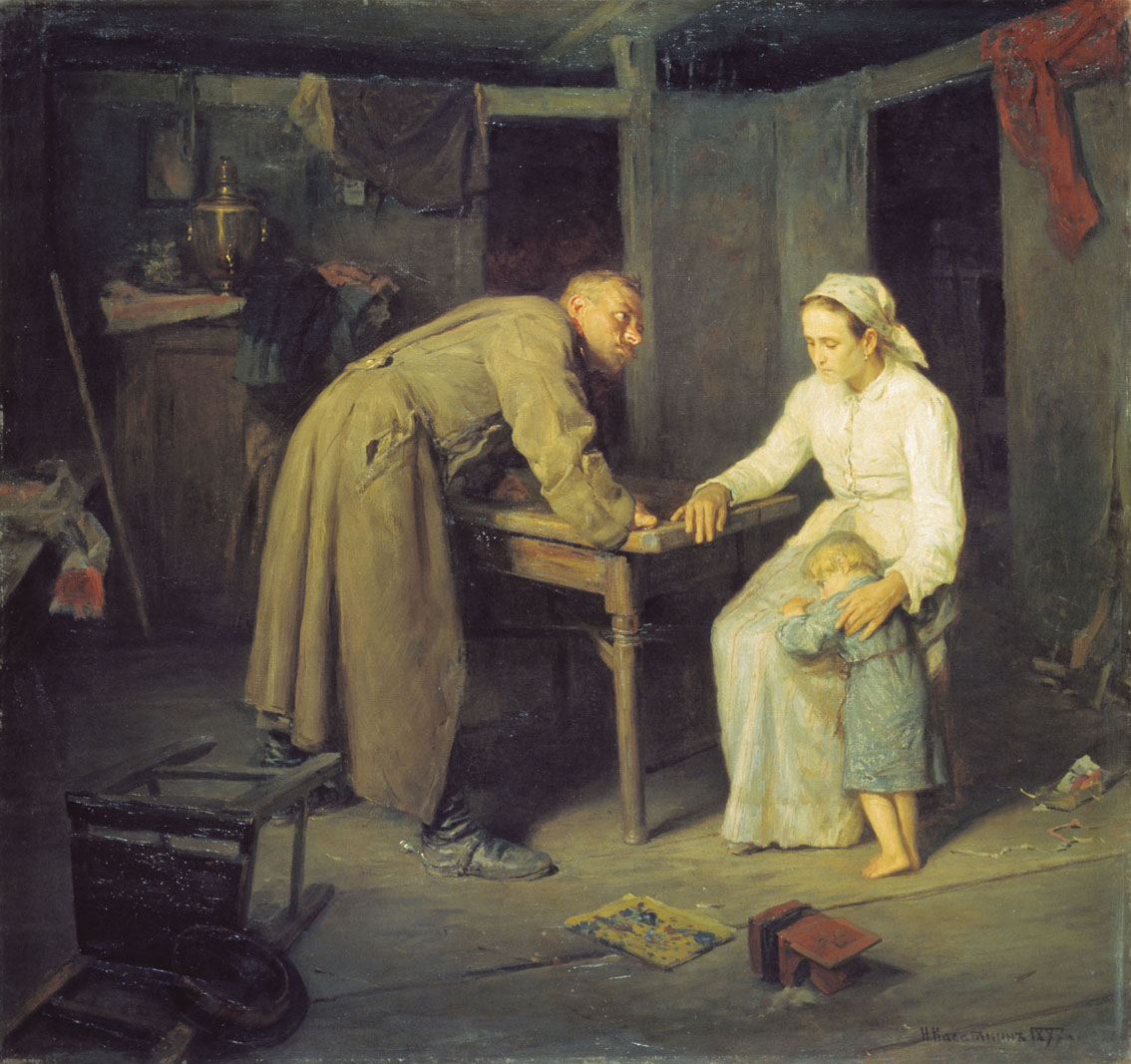
«Хто?» 1897 р.